# Брухгаузен (Нойвід)
Брухгаузен (нім. Bruchhausen) — громада в Німеччині, розташована в землі Рейнланд-Пфальц. Входить до складу району Нойвід. Складова частина об'єднання громад Ункель.
Площа — 2,58 км2. Населення становить 938 ос. (станом на 31 грудня 2020).